# 同和教育研究指定校
同和教育研究指定校（どうわきょういくけんきゅうしていこう）とは、通学区域に同和地区を抱える公立の小・中学校を指定し、同和教育の改善・充実のため行われる文部省（旧：→文部科学省）の事業である。学校単位の「研究指定校」と、学区単位の「推進地域指定」の2つがあり、各自治体（教育委員会）に委嘱して実施される。指定は原則2年間。同和教育推進校と呼ばれることもある。
1997年（平成9年）以後は、「人権教育研究指定校」（と「人権教育総合推進地域」）として、義務教育以外（高等学校など）を含む、幅広い人権教育の改善・充実のための研究実践事業となっている。
第二次世界大戦前は、融和教育研究会による「融和教育研究指定校」と呼ばれていた。

## 背景
被差別部落の環境改善と差別解消を目的として、政府と各自治体に同和対策事業実施を義務づけた1969年（昭和44年）の時限立法「同和対策事業特別措置法」の制定を受けて文部省では、学区に部落のある学校を指定する事業を始めた。
事業は、被差別部落への偏見を無くす「心理的差別の解消」▽部落内の子供への指導や援助で、高等学校進学率向上など学力面における格差を無くす「実態的差別の解消」▽その両者の相乗効果を高める「諸条件の整備」｜の3点から注力され、具体的には、進路指導だけでなく保健衛生面の指導、奨学金の給付など多岐に渡り、また、同和教育の改善・指導者の育成のため、指定校での研究成果を公表する発表会も行われた。
そのほか、いわゆる同和加配も推進され、さらには部落内へ社会教育の機会を提供するためとして、隣保館における識字教育など各種講座の開講、さらには同和教育集会所の整傭なども含まれた。結果的に同和教育というよりも同和対策事業の側面が強くなり、これが後に同和批判につながることとなる。
その後、1997年（平成9年）人権擁護施策推進法の施行にともない、同和地区の改善にとらわれず、幅広い意味での人権教育のための研究・モデル事業に変わった。指定学校も「人権教育研究指定校」と呼ばれ、2005年（平成17年）の段階で全46都道府県で126校である。
また、都道府県及び市町村単位で同様な取り組みが行われる場合もあり、長野市では同和地区の有無にかかわらず、1972年度（昭和47年度）から市立の全小・中学校を「学校同和教育推進校」に指定。東京都の場合、「人権尊重教育推進校」という名称で独自に50校を指定している。